# 카가야키 호마레
카가야키 호마레(일본어: 輝木 ほまれ)는《허긋토! 프리큐어》에 등장하는 가공의 인물이다. 애니메이션에서 목소리를 연기한 성우는 오구라 유이이다.

## 프로필
| 이름                 | 카가야키 호마레      |
| 성별                 | 여자                 |
| 생일                 | 4월 8일              |
| 별자리               | 양자리               |
| 나이                 | 14세                 |
| 포지션               | 주연, 히로인, 조력자 |
| 변신체               | 큐어 에투알          |
| 상징색               | 노란색               |
| 등장 프리큐어 시리즈 | 허긋토! 프리큐어     |

## 인물소개
허긋토! 프리큐어에 등장하는 소녀. 
라브니르 학원 2학년생으로 노노 하나와 같은 반이며 스타일리쉬하고 성숙미가 넘친다. 장신이며 다리가 길어보이는 편으로 이목구비가 뚜렷한 체형이다. 
어른스럽고 쿨하지만 아기를 돌보는 앞에서는 성격이 달라져서 자상한 모습으로 변한다. 귀여운 것을 좋아하기 때문에 아기 돌보기도 좋아한다. 
처음에 학교에 잘 나오지 않아서 불량한 끼가 있는 것으로 오해되기도 하였으나 본심은 아기를 귀여워하고 다정하다. 다만 올바르지 못하는 것에서는 진지하게 화를 내는 성격이다.  
역대 프리큐어로서는 미나즈키 카렌에 이어서 2번째로 첫 변신에 실패한 적이 있다. 노란색 프리큐어로서는 최초이며 이쪽은 과거의 PTSD로 인해서 트라우마를 가지고 있다.

## 큐어 에투알
카가야키 호마레가 프리큐어로 변신한 모습으로 상징색은 노란색이다. 

### 공격기술
- 미라이 크리스탈 옐로
- 미라이 크리스탈 오렌지